# SciFiNow
SciFiNow ist eine britische Science-Fiction-, Horror- und Fantasy-Zeitschrift.

## Geschichte
Das Magazin wurde von Imagine Publishing herausgebracht und befasst sich mit Themen aus dem Science-Fiction-, Horror- und Fantasybereich. Es wird über Filme, Serien und Bücher berichtet. Die verkaufte Auflage beträgt im Durchschnitt 44.000 Hefte. Die Leser sind größtenteils zwischen 20 und 45 Jahre alt, 80 % sind männlich und 20 % sind weiblich. Der Herausgeber des Magazins ist James Hoare.
In Orvieto gewann SciFiNow den Fantasy Horror Award 2010 als bestes Magazin und schlug damit andere erfolgreiche Zeitschriften wie das US-amerikanische Horrormagazin Fangoria.